# Marko Kavčič
Marko Kavčič (Lubiana, 8 luglio 1949) è un ex sciatore alpino sloveno che gareggiò per la nazionale jugoslava.

## Biografia
Sciatore polivalente, in Coppa del Mondo Kavčič esordì il 20 gennaio 1968 a Kitzbühel in discesa libera (71º) e ottenne il miglior risultato il giorno successivo nella medesima località in combinata (38º); agli XI Giochi olimpici invernali di Sapporo 1972, sua unica presenza olimpica, si classificò 31º nello slalom gigante e non completò lo slalom speciale. Prese per l'ultima volta il via in Coppa del Mondo il 15 1973 ad Adelboden in slalom gigante, senza completare la prova, e l'ultimo risultato della sua carriera fu la medaglia d'oro vinta da Kavčič nello slalom gigante ai Campionati jugoslavi 1975.

## Palmarès

### Campionati jugoslavi
- 5 ori (slalom speciale, combinata nel 1970; slalom gigante, slalom speciale nel 1973; slalom gigante nel 1975)[1]